# أوبراين سكوفيلد
أوبراين سكوفيلد (بالإنجليزية: O'Brien Schofield) هو لاعب كرة قدم أمريكية أمريكي، ولد في 3 أبريل 1987 في كامدن في الولايات المتحدة.

## وصلات خارجية
- أوبراين سكوفيلد على موقع مرجع كرة القدم المحترفة.كوم (الإنجليزية)